# Església de Sant Jordi de Paiporta
L'església parroquial de Sant Jordi és un edifici religiós situat al municipi de Paiporta. Està declarat bé de rellevància local amb identificador nombre 46.16.186-001.